# Fibulariidae
Fibulariidae é uma família de equinodermes pertencentes à ordem Clypeasteroida.
Géneros:
- Cyamidia Lambert & Thiery, 1914
- Fibularia Lamarck, 1816
- Fibulariella Mortensen, 1948
- Lenicyamidia Brunnschweiler, 1962
- Tarphypygus
- Thagastea Pomel, 1888